# Frank Castleman
Frank Riley Castleman (né le 17 mars 1877 à Tracy Creek et décédé le 9 octobre 1946 à Columbus) est un athlète américain spécialiste du haies. Son club était l'Irish-American Athletic Club.

## Biographie

### Palmarès
| Date | Compétition           | Lieu        | Résultat | Épreuve     | Performance |
| ---- | --------------------- | ----------- | -------- | ----------- | ----------- |
| 1904 | Jeux olympiques d'été | Saint-Louis | 6e       | 60 mètres   |             |
| 1904 | Jeux olympiques d'été | Saint-Louis | 4e       | 110 m haies |             |
| 1904 | Jeux olympiques d'été | Saint-Louis | 2e       | 200 m haies | 24 s 9      |

### Records
| Épreuve          | Performance | Lieu | Date |
| ---------------- | ----------- | ---- | ---- |
| 110 mètres haies | 15 s 8      |      | 1900 |